# Чемпіонат світу з легкої атлетики в приміщенні 2025
Чемпіонат світу з легкої атлетики в приміщенні 2025 був проведений 21-23 березня в Нанкіні.
Рішення про надання Нанкіну права проводити чемпіонат було анонсовано 26 листопада 2017.
Первісно, чемпіонат мав бути проведений 13-15 березня 2020. Проте, з огляду на поширення коронавірусу в Китаї, Світова легка атлетика ухвалила рішення відкласти проведення світової першості на березень 2021. Нові дати проведення першості (19-21 березня 2021) були визначені на засіданні Ради Світової легкої атлетики у березні 2020. Проте, у грудні 2020, чемпіонат був перенесений вдруге, на березень 2023, через невизначеність щодо стану пандемії навесні 2021. У вересні 2022 було оголошено про перенесення змагань на березень 2025 через пандемічну ситуацію в країні.
Всі дисципліни чемпіонату були проведені в спортивному комплексі «Нанкінський Куб» (англ. Nanjing’s Cube), спеціально побудованій для чемпіонату арені місткістю 5 000 глядачів.
За регламентом змагань, до участі у першості допускалися спортсмени, які виповнили впродовж кваліфікаційного періоду встановлені нормативи та вимоги. З огляду на перенесення чемпіонату, строки виконання нормативів були уточнені.
Талісманом чемпіонату, з-поміж 827 поданих на розгляд організаторів змагань варіантів, було обране білченя на прізвисько Кедр (англ. Cedar).

## Призери

### Чоловіки
| Місце | Атлет                        | Результат |
| ----- | ---------------------------- | --------- |
| 1     | Джеремая Азу Велика Британія | 6,49 PB   |
| 2     | Лаклен Кеннеді Австралія     | 6,50      |
| 3     | Акані Сімбіне ПАР            | 6,54      |
| 4     | Се Чженьє КНР                | 6,58 SB   |
| 5     | Роан Ватсон Ямайка           | 6,59      |
| 6     | Ронні Бейкер США             | 6,59      |

| Місце | Атлет                            | Результат |
| ----- | -------------------------------- | --------- |
| 1     | Крістофер Бейлі США              | 45,08     |
| 2     | Браян Фауст США                  | 45,47 PB  |
| 3     | Джейкорі Паттерсон США           | 45,54     |
| 4     | Аттіла Мольнар Угорщина          | 45,77     |
| 5     | Крістофер Моралес-Вільямс Канада | 46,71     |
| 6     | Матеус Ліма Бразилія             | 46,94     |

| Місце | Атлет                    | Результат |
| ----- | ------------------------ | --------- |
| 1     | Джош Гоуї США            | 1.44,77   |
| 2     | Еліот Крестан Бельгія    | 1.44,81   |
| 3     | Хосуе Каналес Іспанія    | 1.45,03   |
| 4     | Самуель Чеппл Нідерланди | 1.45,55   |
| 5     | Брендон Міллер США       | 1.46,44   |
| 6     | Том Драдріга Уганда      | 1.50,19   |

| Місце | Атлет                      | Результат |
| ----- | -------------------------- | --------- |
| 1     | Якоб Інгебрігтсен Норвегія | 3.38,79   |
| 2     | Ніл Гурлі Велика Британія  | 3.39,07   |
| 3     | Люк Гаузер США             | 3.39,17   |
| 4     | Ісаак Надер Португалія     | 3.39,58   |
| 5     | Самуель Пільстрем Швеція   | 3.39,67   |
| 6     | Адріан Бен Іспанія         | 3.39,96   |

| Місце | Атлет                      | Результат  |
| ----- | -------------------------- | ---------- |
| 1     | Якоб Інгебрігтсен Норвегія | 7.46,09 SB |
| 2     | Беріху Арегаві Ефіопія     | 7.46,25 SB |
| 3     | Кай Робінсон Австралія     | 7.47,09    |
| 4     | Сем Гілман США             | 7.47,19    |
| 5     | Ділан Джейкобс США         | 7.48,41    |
| 6     | Ендрю Коскоран Ірландія    | 7.48,53    |

| Місце | Атлет                    | Результат |
| ----- | ------------------------ | --------- |
| 1     | Грант Голловей США       | 7,42      |
| 2     | Вієм Белосян Франція     | 7,54      |
| 3     | Лю Цзюньсі КНР           | 7,55      |
| 4     | Лоренцо Сімонеллі Італія | 7,60      |
| 5     | Майкл Обасуї Бельгія     | 7,60      |
| 6     | Демаріо Прінс Ямайка     | 7,63      |

| Місце | Атлет                     | Результат |
| ----- | ------------------------- | --------- |
| 1     | У Сан Хьок Південна Корея | 2,31 SB   |
| 2     | Гаміш Керр Нова Зеландія  | 2,28      |
| 3     | Реймонд Річардс Ямайка    | 2,28      |
| 4     | Елайджа Косіба США        | 2,28 SB   |
| 5     | Олег Дорощук Україна      | 2,28      |
| 6     | Мануель Ландо Італія      | 2,24      |

| Місце | Атлет                    | Результат |
| ----- | ------------------------ | --------- |
| 1     | Арман Дюплантіс Швеція   | 6,15      |
| 2     | Еммануїл Караліс Греція  | 6,05 NR   |
| 3     | Сем Кендрікс США         | 5,90 SB   |
| 4     | Менно Влон Нідерланди    | 5,80      |
| 5     | Кертіс Маршалл Австралія | 5,80      |
| 6     | Ерсу Шашма Туреччина     | 5,80      |

| Місце | Атлет                      | Результат |
| ----- | -------------------------- | --------- |
| 1     | Маттія Фурлані Італія      | 8,30      |
| 2     | Вейн Піннок Ямайка         | 8,29 SB   |
| 3     | Ліам Адкок Австралія       | 8,28      |
| 4     | Ідзумія Сунсуке Японія     | 8,21 PB   |
| 5     | Мільтіадіс Тентоглу Греція | 8,14 SB   |
| 6     | Шу Хен КНР                 | 8,14 SB   |

| Місце | Атлет                        | Результат |
| ----- | ---------------------------- | --------- |
| 1     | Анді Діас Італія             | 17,80 WL  |
| 2     | Чжу Ямін КНР                 | 17,33 SB  |
| 3     | Уг Фабріс Занго Буркіна-Фасо | 17,15 SB  |
| 4     | Джордан Скотт Ямайка         | 17,10     |
| 5     | Су Вень КНР                  | 17,09 SB  |
| 6     | Макс Гесс Німеччина          | 17,03     |

| Місце | Атлет                       | Результат |
| ----- | --------------------------- | --------- |
| 1     | Томас Волш Нова Зеландія    | 21,65 SB  |
| 2     | Роджер Стін США             | 21,62 SB  |
| 3     | Едріан Пайпері США          | 21,48     |
| 4     | Леонардо Фаббрі Італія      | 21,36     |
| 5     | Чуквуебука Енеквечі Нігерія | 21,25 SB  |
| 6     | Віктор Петерссон Швеція     | 20,87     |

| Місце | Атлет                           | Результат |
| ----- | ------------------------------- | --------- |
| 1     | Сандер Скотхейм Норвегія        | 6475      |
| 2     | Йоганнес Ерм Естонія            | 6437 NR   |
| 3     | Тіль Штайнфорт Німеччина        | 6275      |
| 4     | Гіт Болвін США                  | 6188 SB   |
| 5     | Вілем Страський Чехія           | 6104      |
| 6     | Жозе Фернанду Феррейра Бразилія | 6010 AR   |

| \| Місце \| Команда \| Результат \| \| ----- \| ---------------------------------------------------------------------- \| ---------- \| \| 1 \| СШАЕлайджа Годвін Браян Фауст Джейкорі Паттерсон Крістофер Бейлі \| 3.03,13 SB \| \| 2 \| ЯмайкаРушин Мак-Дональд Джасона Денніс Кімар Фаркуарсон Демар Френсіс \| 3.05,05 SB \| \| 3 \| УгорщинаПатрік Шимон Еньїнгі Золтан Валь Арпад Ковач Аттіла Мольнар \| 3.06,03 NR \| \| 4 \| КНРЧжен Чиюй Чжан Цинін Сюй Сіньлун Цзюй Тяньці \| 3.06,90 NR \| \| 5 \| Шрі-ЛанкаКалінга Хева Кумараге Х. Мадушан Шашинта Сілва С. Раджакаруна \| 3.10,58 NR \| |                                                                        |            |
| Місце | Команда                                                                | Результат  |
| 1 | СШАЕлайджа Годвін Браян Фауст Джейкорі Паттерсон Крістофер Бейлі       | 3.03,13 SB |
| 2 | ЯмайкаРушин Мак-Дональд Джасона Денніс Кімар Фаркуарсон Демар Френсіс  | 3.05,05 SB |
| 3 | УгорщинаПатрік Шимон Еньїнгі Золтан Валь Арпад Ковач Аттіла Мольнар    | 3.06,03 NR |
| 4 | КНРЧжен Чиюй Чжан Цинін Сюй Сіньлун Цзюй Тяньці                        | 3.06,90 NR |
| 5 | Шрі-ЛанкаКалінга Хева Кумараге Х. Мадушан Шашинта Сілва С. Раджакаруна | 3.10,58 NR |

### Жінки
| Місце | Атлетка                           | Результат |
| ----- | --------------------------------- | --------- |
| 1     | Муджинга Камбунджі Швейцарія      | 7,04      |
| 2     | Зайнаб Доссо Італія               | 7,06      |
| 3     | Патриція ван дер Векен Люксембург | 7,07      |
| 4     | Ева Свобода Польща                | 7,09      |
| 5     | Емі Гант Велика Британія          | 7,11      |
| 6     | Зої Гоббс Нова Зеландія           | 7,13      |

| Місце | Атлетка                      | Результат |
| ----- | ---------------------------- | --------- |
| 1     | Амбер Аннінг Велика Британія | 50,60     |
| 2     | Алексіс Голмс США            | 50,63     |
| 3     | Генрієтте Єгер Норвегія      | 50,92     |
| 4     | Мартіна Вейль Чилі           | 51,78     |
| 5     | Юстина Швенти-Ерсетиц Польща | 51,97     |
| 6     | Роузі Еффіонг США            | 52,90     |

| Місце | Атлетка                   | Результат  |
| ----- | ------------------------- | ---------- |
| 1     | Пруденс Секгодісо ПАР     | 1.58,40 WL |
| 2     | Нігіст Гетачеу Ефіопія    | 1.59,63 PB |
| 3     | Патрісія Сілва Португалія | 1.59,80 NR |
| 4     | Одрі Верро Швейцарія      | 1.59,81 NR |
| 5     | Анна Велгош Польща        | 2.00,34 PB |
| 6     | Циге Дугума Ефіопія       | 2.04,76    |

| Місце | Атлетка                              | Результат  |
| ----- | ------------------------------------ | ---------- |
| 1     | Гудаф Цегай Ефіопія                  | 3.54,86 CR |
| 2     | Дірібе Велтеджі Ефіопія              | 3.59,30    |
| 3     | Джорджія Гантер-Белл Велика Британія | 3.59,84 PB |
| 4     | Джорджія Гріффіт Австралія           | 4.00,80 AR |
| 5     | Сьюзан Еджоре Кенія                  | 4.03,89    |
| 6     | Сінклер Джонсон США                  | 4.04,07 PB |

| Місце | Атлетка                 | Результат |
| ----- | ----------------------- | --------- |
| 1     | Фревейні Хайлу Ефіопія  | 8.37,21   |
| 2     | Шелбі Гуліган США       | 8.38,26   |
| 3     | Джессіка Галл Австралія | 8.38,28   |
| 4     | Віттні Морган США       | 8.39,18   |
| 5     | Бірке Гайлом Ефіопія    | 8.39,28   |
| 6     | Сара Гілі Ірландія      | 8.40,00   |

| Місце | Атлетка                          | Результат |
| ----- | -------------------------------- | --------- |
| 1     | Девінн Чарлтон Багамські Острови | 7,72 SB   |
| 2     | Дітаджі Камбунджі Швейцарія      | 7,73      |
| 3     | Акера Нюджент Ямайка             | 7,74 SB   |
| 4     | Пія Скшишовська Польща           | 7,74 NR   |
| 5     | Грейс Старк США                  | 7,74      |
| 6     | Надін Віссер Нідерланди          | 7,76      |

| Місце | Атлетка                     | Результат |
| ----- | --------------------------- | --------- |
| 1     | Нікола Оліслагерс Австралія | 1,97 SB   |
| 2     | Елеанор Паттерсон Австралія | 1,97      |
| 3     | Ярослава Магучіх Україна    | 1,95      |
| 4     | Ангеліна Топич Сербія       | 1,95      |
| 5     | Чаріті Хуфнагель США        | 1,92      |
| 6     | Імке Оннен Німеччина        | 1,92      |

| Місце | Атлетка                      | Результат |
| ----- | ---------------------------- | --------- |
| 1     | Марі-Жулі Боннен Франція     | 4,75 NR   |
| 2     | Тіна Шутей Словенія          | 4,70      |
| 3     | Ангеліка Мозер Швейцарія     | 4,70      |
| 4     | Моллі Кодері Велика Британія | 4,70      |
| 5     | Габріела Леон США            | 4,60      |
| 5     | Амалі Швабикова Чехія        | 4,60      |

| Місце | Атлетка                         | Результат |
| ----- | ------------------------------- | --------- |
| 1     | Клер Браянт США                 | 6,96 PB   |
| 2     | Аннік Келін Швейцарія           | 6,83      |
| 3     | Фатіма Діаме Іспанія            | 6,72      |
| 4     | Пламена Міткова Болгарія        | 6,63      |
| 5     | Аліна Ротару-Коттманн Румунія   | 6,59 SB   |
| 6     | Антая Чарлтон Багамські Острови | 6,57      |

| Місце | Атлетка                        | Результат |
| ----- | ------------------------------ | --------- |
| 1     | Леяніс Перес Куба              | 14,93 WL  |
| 2     | Льядагміс Повея Куба           | 14,57 SB  |
| 3     | Ана Пелетейро-Компаоре Іспанія | 14,29     |
| 4     | Теа Лафонд Домініка            | 14,18 SB  |
| 5     | Майя Оскаг Швеція              | 14,01     |
| 6     | Нея Філіпич Словенія           | 13,92     |

| Місце | Атлетка                     | Результат |
| ----- | --------------------------- | --------- |
| 1     | Сара Міттон Канада          | 20,48     |
| 2     | Джессіка Схілдер Нідерланди | 20,07     |
| 3     | Чейз Джексон США            | 20,06     |
| 4     | Фанні Рос Швеція            | 19,28 SB  |
| 5     | Ґун Ліцзяо КНР              | 18,84     |
| 6     | Джессіка Інчуде Португалія  | 18,71     |

| Місце | Атлетка                 | Результат |
| ----- | ----------------------- | --------- |
| 1     | Сага Ваннінен Фінляндія | 4821      |
| 2     | Кейт О'Коннор Ірландія  | 4742      |
| 3     | Талія Брукс США         | 4669      |
| 4     | Ванесса Грімм Німеччина | 4481      |
| 5     | Тамара Чапмен США       | 4476      |
| 6     | Сабіна Сюч Угорщина     | 4438      |

| \| Місце \| Команда \| Результат \| \| ----- \| ------------------------------------------------------------------------- \| ---------- \| \| 1 \| СШАКванера Гейз Бейлі Лір Роузі Еффіонг Алексіс Голмс \| 3.27,45 \| \| 2 \| ПольщаЮстина Швенти-Ерсетиц Александра Формелла Анастазія Кусь Анна Гриць \| 3.32,05 SB \| \| 3 \| АвстраліяЕллі Бієр Елла Конноллі Белла Паскуалі Джемма Поллард \| 3.32,65 SB \| \| 4 \| КНРЯнь Хайлін Лі Фендань Цзо Сиюй Лю Інлань \| 3.38,56 SB \| \| 5 \| Шрі-ЛанкаХаршані Фернандо Джаєші Уттатра Надіша Раманаєке Лакшима Мендіс \| 3.40,62 PB \| |                                                                           |            |
| Місце | Команда                                                                   | Результат  |
| 1 | СШАКванера Гейз Бейлі Лір Роузі Еффіонг Алексіс Голмс                     | 3.27,45    |
| 2 | ПольщаЮстина Швенти-Ерсетиц Александра Формелла Анастазія Кусь Анна Гриць | 3.32,05 SB |
| 3 | АвстраліяЕллі Бієр Елла Конноллі Белла Паскуалі Джемма Поллард            | 3.32,65 SB |
| 4 | КНРЯнь Хайлін Лі Фендань Цзо Сиюй Лю Інлань                               | 3.38,56 SB |
| 5 | Шрі-ЛанкаХаршані Фернандо Джаєші Уттатра Надіша Раманаєке Лакшима Мендіс  | 3.40,62 PB |

## Медальний залік
| Місце               | Країна              | Золото | Срібло | Бронза | Загалом |
| ------------------- | ------------------- | ------ | ------ | ------ | ------- |
| 1                   | США                 | 6      | 4      | 6      | 16      |
| 2                   | Норвегія            | 3      | 0      | 1      | 4       |
| 3                   | Ефіопія             | 2      | 3      | 0      | 5       |
| 4                   | Велика Британія     | 2      | 1      | 1      | 4       |
| 5                   | Італія              | 2      | 1      | 0      | 3       |
| 6                   | Австралія           | 1      | 2      | 4      | 7       |
| 7                   | Швейцарія           | 1      | 2      | 1      | 4       |
| 8                   | Куба                | 1      | 1      | 0      | 2       |
| 8                   | Нова Зеландія       | 1      | 1      | 0      | 2       |
| 8                   | Франція             | 1      | 1      | 0      | 2       |
| 11                  | ПАР                 | 1      | 0      | 1      | 2       |
| 12                  | Багамські Острови   | 1      | 0      | 0      | 1       |
| 12                  | Канада              | 1      | 0      | 0      | 1       |
| 12                  | Південна Корея      | 1      | 0      | 0      | 1       |
| 12                  | Фінляндія           | 1      | 0      | 0      | 1       |
| 12                  | Швеція              | 1      | 0      | 0      | 1       |
| 17                  | Ямайка              | 0      | 2      | 2      | 4       |
| 18                  | КНР                 | 0      | 1      | 1      | 2       |
| 19                  | Ірландія            | 0      | 1      | 0      | 1       |
| 19                  | Бельгія             | 0      | 1      | 0      | 1       |
| 19                  | Греція              | 0      | 1      | 0      | 1       |
| 19                  | Естонія             | 0      | 1      | 0      | 1       |
| 19                  | Нідерланди          | 0      | 1      | 0      | 1       |
| 19                  | Польща              | 0      | 1      | 0      | 1       |
| 19                  | Словенія            | 0      | 1      | 0      | 1       |
| 26                  | Іспанія             | 0      | 0      | 3      | 3       |
| 27                  | Буркіна-Фасо        | 0      | 0      | 1      | 1       |
| 27                  | Люксембург          | 0      | 0      | 1      | 1       |
| 27                  | Німеччина           | 0      | 0      | 1      | 1       |
| 27                  | Португалія          | 0      | 0      | 1      | 1       |
| 27                  | Угорщина            | 0      | 0      | 1      | 1       |
| 27                  | Україна             | 0      | 0      | 1      | 1       |
| Загалом (32 збірні) | Загалом (32 збірні) | 26     | 26     | 26     | 78      |

## Відео
- Трансляція змагань зі стрибків у висоту серед чоловіків на YouTube-каналі Суспільне Спорт
- Трансляція змагань зі стрибків у висоту серед жінок на YouTube-каналі Суспільне Спорт

## Україна на чемпіонаті
На чемпіонаті світу в приміщенні збірну України представляли 7 спортсменів (2 чоловіків та 5 жінок).
| Чоловіки (2) | Чоловіки (2)   | Чоловіки (2) | Чоловіки (2) |
| Місце        | Атлет          | Дисципліна   | Результат    |
| ------------ | -------------- | ------------ | ------------ |
|              | Олег Дорощук   | висота       | 2,28         |
|              | Дмитро Нікітін | висота       | 2,14         |

| Жінки (5) | Жінки (5)         | Жінки (5)    | Жінки (5) |
| Місце     | Атлетка           | Дисципліна   | Результат |
| --------- | ----------------- | ------------ | --------- |
| 3         | Ярослава Магучіх  | висота       | 1,95      |
|           | Катерина Табашник | висота       | 1,89      |
|           | Марія Сіней       | потрійний    | 13,58     |
|           | Юлія Лобан        | п'ятиборство | 4124      |
| заб       | Анна Плотіцина    | 60 м з/б     | 8,29      |